# 혜민
라이언 봉석 주(Ryan Bongsuk Joo, 1973년 12월 12일 ~)는 대한민국에서 활동하는 대한불교 조계종의 한국계 미국인 비구 승려이며, 본명은 라이언 봉석 주(영어: Ryan Bongsuk Joo), 법명은 태훈(慧敏)이다. 대한민국의 외국인 등록에는 대한민국 국적 당시 이름인 주봉석으로 등록하였다.
미국 매사추세츠주의 햄프셔 칼리지에서 7년간 종교학 교수로 재직했으며, 현재는 뉴욕불광선원 부주지와 서울 마음치유학교의 교장을 맡고 있다. 《완벽하지 않은 것들의 사랑》, 《멈추면, 비로소 보이는 것들》, 《젊은날의 깨달음》이란 책을 쓴 베스트셀러 작가이자 트위터리언이다. 《멈추면, 비로소 보이는 것들》은 출간 7개월 만에 100만부를 돌파, 인문·교양 단행본 중 '최단기간 100만부 돌파' 기록을 세웠고 출간 3개월 만에 종합 베스트셀러(교보문고 기준) 1위에 올라 16주간 자리를 지켰다. <시사저널>에 따르면 2012년 영향력 있는 종교인으로 불교계 인물로서는 법정스님과 성철스님, 법륜스님에 이어 9위를 차지하였다. 훈계가 아닌 공감을 통해 삶의 문제에 다가가고, 추상적 의미를 구체적이고도 쉬운 화법으로 소통을 하면서 사람들에게 알려지기 시작했다. 매일 올라오는 카카오스토리의 "태훈스님의 따뜻한 응원' 은 130만명이 넘는 사람들이 구독중이다.

## 생애
대전광역시 출생으로 서울에서 자라 한국에서 고등학교를 졸업한 뒤 미국으로 건너가 캘리포니아 대학교 버클리에서 종교학을 공부하였다. 고등학생 때부터 삶에 대한 궁극적인 질문에 대해 고민하던 중 크리슈나무르티의 책 《자기로부터의 혁명》을 읽고 종교와 철학에 관심을 가지기 시작하면서 깨달음을 추구하기 시작했다. 그후 대학생 시절부터 인도와 대한민국, 미국 등지에서 제14대 달라이 라마 등을 비롯한 많은 불교계 스승들을 만나 그들을 사사했다. 학문으로만 공부했던 깨달음을 몸소 체험해 보고 싶은 바램으로 2000년에 해인사에서 사미계를 받으면서 조계종 승려가 되었고 2008년 직지사에서 비구계를 수지했다. 이후 봉암사, 안국선원, 플럼 빌리지, 다람살라 등지에서 수행 했으며 2015년 미국 대학교수직을 그만두고 서울로 돌아와 어려운 이웃들의 마음을 치유하는 일을 하기 위해 전문 치유사 선생님들과 함께 마음치유학교를 만들었다. 가족을 먼저 보낸 분들, 암 진단을 받으신 분들, 장애인 아이를 기르고 있는 부모들, 힘든 취업 준비생들, 유산의 아픔이 있으신 분들 등등을 위한 무료 치유 프로그램을 운영해 왔고, 국내 저소득층 아이들을 돕는 위스타트 나눔대사로 2012년부터 꾸준히 활동중이다. 대한민국의 카톨릭 수녀인 이해인, 대한민국의 개신교 목회자인 조정민 등의 비불교계 인사들과도 친분이 깊다.
고등학교 졸업 후 미국으로 유학 간 이후 한국 국적을 포기하고 현재 미국 국적 소지자인 걸로 밝혀졌다. 한국 남성은 고등학교를 졸업하면 군대를 가야 하는데 병역문제 기피로 한국 국적을 포기한 것인 지 논란이 되고 있다.

## 학력
- 캘리포니아 대학교 버클리 캠퍼스 종교학 학사
- 하버드 대학교 대학원 종교학 석사
- 프린스턴 대학교 대학원 종교학 박사

## 저서
- 《완벽하지 않은 것들에 대한 사랑》, 수오서재, 2016 ISBN 979-11-95322-18-3
- 《멈추면 비로소 보이는 것들》(태훈 스님과 함께하는 내 마음 다시보기), 쌤앤파커스, 2012 ISBN 978-89-6570-060-9
- 《젊은 날의 깨달음》, 클리어마인드, 2010, ISBN 978-89-93293-13-5

## 방송활동
- 2012년 《지식나눔 콘서트 아이러브인 시즌2》
- 2016년 《김제동의 톡투유 - 걱정 말아요! 그대》 - 35회 게스트
- 2016년 《무한도전》 - 469회 게스트
- 2017년 《내 방을 여행하는 낯선 이를 위한 안내서》
- 2018년 《냉장고를 부탁해》
- 2019년 《어쩌다 어른》
- 2020년 《온앤오프》